# Вулиця Підгородня (Тернопіль)
Вулиця Підгородня — вулиця в мікрорайоні «Старий парк» міста Тернополя. 

## Відомості
Розпочинається від вулиці Михайла Коцюбинського, пролягає на схід, перетинаючись з вулицею Степана Чарнецького, де і закінчується. На вулиці розташовані переважно приватні будинки.

## Освіта
- Вечірня школа (Підгородня, 1)

## Транспорт
Рух вулицею — двосторонній, дорожнє покриття — асфальт. Громадський транспорт по вулиці не курсує, найближчі зупинки знаходяться на проспекті Степана Бандери та вулиці Веселій.